# Ebrahim Seifpour
Ebrahim Seifpour   (Teheran, 3 de juliol de 1938) és un lluitador iranià, ja retirat, especialista en lluita lliure, que va competir durant la dècada de 1960.
El 1960 va prendre part en els Jocs Olímpics d'Estiu de Roma, on guanyà la medalla de bronze en la competició del pes mosca del programa lluita lliure. Quatre anys més tard, als Jocs de Tòquio, fou sisè en la competició del pes gall.
En el seu palmarès també destaquen tres medalles en els Campionat del Món, dues de plata i una de plata, entre les edicions de 1961 i 1965, així com una medalla de plata en els Jocs Asiàtics de 1966.